# 拉巴特-薩累-宰穆爾-扎埃爾大區
拉巴特-薩累-宰穆爾-扎埃爾大區（阿拉伯语：‎）是摩洛哥曾经的一個大區，西北臨大西洋岸。面積9,580平方公里。2004年人口2,366,494人。首府拉巴特也是國家的首都。
下轄三市一省。